# 张丽婷
张丽婷（1994年8月23日—），中国女子篮球运动员，现效力于八一南昌和中国国家女子篮球队，曾参加2014年FIBA世界女子篮球锦标赛，获得第六名。